# Océano (álbum de Pablo Ruiz)
Océano es el nombre del tercer álbum de estudio del cantante argentino Pablo Ruiz. Fue lanzado al mercado por la empresa discográfica EMI Capitol en abril de 1989. 

## Producción
El álbum fue grabado en los estudios Panda, mismo recinto donde grabaran músicos como Charly García, Fito Páez y Soda Stereo. Del mismo modo que sus discos Pablo Ruiz, y Un Ángel, contó con los arreglos y dirección de Mariano Baravino, junto a Rubén Aguilera, siendo producido por Rubén Amado, conocido por haber escrito para artistas como Luis Miguel, Sandro, José José y Yaco Monti.
La placa fue publicada en Argentina, Chile, Venezuela, Bolivia, Perú, Ecuador, México y Estados Unidos. La versión editada en México en formato LP tiene en la portada un rotulo simulado, con la leyenda "Contiene la credencial del club de fans de Pablo Ruiz". En dicho LP, tiene como insert (sobre interno del LP) las letras de las canciones del disco y una sección recortable que se debía completar con los datos personales. En ella se invitaba a rellenar los datos, a comentar 3 razones por las cuales se seguía al artista, mencionar donde se había adquirido el disco, y a enviar una carta a la casilla postal con todos los requisitos completados.

## Recepción
Esta placa, publicada cuando el artista estaba cumpliendo 14 años, es editada poco tiempo después de su participación en la edición N° 30 del Festival Internacional de Viña del Mar los días viernes 17 y sábado 18 de febrero recibiendo por su participación el Premio Antorcha de Plata.
Durante el mes de mayo presenta las canciones de este disco en cuatro shows que da en el Estadio Chile (hoy Estadio Víctor Jara) los días sábado 13 y domingo 14 de mayo. Durante esa visita, en un almuerzo con los medios de comunicación, se informa que al segundo día de venta del disco, ya se habían superado las 15 mil unidades, y recibe el disco de Oro. También recibirá discos de oro en Argentina, y de Platino en México.
Durante una gira por el sur de Argentina, habrá de cruzar a suelo chileno y se presentara en el Gimnasio Fiscal, en Puntas Arenas, 23 de junio de 1989 dando dos shows en el que reunirá a poco más de 8 mil asistentes.

## Lista de canciones
- Edición estándar

| Océano |                        |                                         |          |  |
| N.º    | Título                 | Escritor(es)                            | Duración |  |
| 1.     | «Océano»               | Rubén Amado                             | 3:48     |  |
| 2.     | «La Chica de la Tele»  | Antonio Alderete - Johny Tedesco        | 2:32     |  |
| 3.     | «Soñando en la lluvia» | Rubén Amado                             | 3:43     |  |
| 4.     | «Mi corazón se fue»    | Rubén Amado                             | 3:11     |  |
| 5.     | «Este mundo»           | Rubén Amado                             | 3:30     |  |
| 6.     | «Quiero tu amor»       | Rubén Amado                             | 2:48     |  |
| 7.     | «Hawái»                | Rubén Amado                             | 4:43     |  |
| 8.     | «Ámame pronto»         | Rubén Amado                             | 3:12     |  |
| 9.     | «Hey, Valentina»       | Rubén Amado                             | 3:30     |  |
| 10.    | «Papá»                 | Rubén Amado                             | 3:12     |  |
| 11.    | «La Malagueña»         | Pedro Galindo Galarza - Elpidio Ramírez | 3:56     |  |

## Premios[11]
- Disco de Oro (Argentina), Océano, 1989
- Disco de Oro (Chile), Océano, 1989
- Disco de Platino (México), Océano, 1989

## Créditos[12]
- Voz [Intérprete]: Pablo Ruiz
- Arreglos: Mariano Barabino (tracks: A3, A6, B2, B3), Rubén Aguilera (tracks: A1, A2, A4, A5, B1, B4, B5)
- Letras: Rubén Amado (tracks: A1, A3 to B4)
- Productor: Rubén Amado
- Guitarra eléctrica: Julio Presas, Mariano Barabino
- Guitarra acústica: Mariano Barabino, "Pinchi" Cardozo Ocampo
- Teclados: Aníbal Herrante, Mario Cortés (2), Mario Parmisano
- Percusión: Rubén Aguilera, Rubén Lobo
- Trompetas: Richard Nant
- Saxo: Víctor Scorubsky
- Programador de Computación: Sergio Vainikoff
- Programador de Midiset: Rubén Aguilera
- Técnico de Corte: Edgardo Suárez
- Grabaciones por: Julio Presas
- Asistencia y Copias: Daniel Marconi
- Dirección de arte y diseño: – Massa / Ochambela
- Fotografía: Estudio Massa